# Obtusella tumidula
Obtusella tumidula is een slakkensoort uit de familie van de Rissoidae. De wetenschappelijke naam van de soort werd in 1878 voor het eerst geldig gepubliceerd door Georg Ossian Sars.